# Absentia (serial telewizyjny)
Absentia – amerykański telewizyjny serial sensacyjny, emitowany od 16 czerwca 2017 roku.

## Fabuła
Agentka FBI Emily Byrne podczas pościgu za seryjnym mordercą zniknęła bez śladu i została uznana za zmarłą. Sześć lat później Byrne zostaje odnaleziona w lesie, nie pamięta, co robiła od zniknięcia. Po powrocie dowiaduje się, że jej mąż ożenił się po raz kolejny, a ona sama została wplątana w serię morderstw.

## Obsada[3]
- Stana Katic jako Emily Byrne
- Patrick Heusinger jako Nick Durand
- Neil Jackson jako Jack Byrne
- Cara Theobold jako Alice Durand
- Patrick McAuley jako Flynn Durand
- Angel Bonanni jako Tommy Gibbs
- Dan Cade jako Jenkins
- Christopher Colquhoun jako agent Brown

## Lista odcinków[3]
| Sezon | Sezon | Odcinki | Emisja          | Emisja       |
| Sezon | Sezon | Odcinki | Premiera sezonu | Finał sezonu |
| ----- | ----- | ------- | --------------- | ------------ |
|       | 1     | 10      | 16 czerwca 2017 | 2017         |
|       | 2     | 10      | 3 kwietnia 2019 | 2019         |